# Århus Kunstakademi
Århus Kunstakademi er en folkeoplysende forening beliggende midt i centrum i Aarhus. Århus Kunstakademi tilbyder en række kurser inden for kunst, kunsthåndværk og kunstteori. Der er også mulighed for at følge et 4-årigt uddannelsesforløb, hvor man efter afgang kan nedsætte sig som selvstændig billedkunstner og kunsthåndværker.  
Århus Kunstakademi startede i 1964 og har siden spillet en rolle i uddannelsen af kunstnere og kunsthåndværkere, først i Studsgade og siden 1971 i den nedlagte J.E. Schmalfeldts tobaksfabrik på hjørnet af Vestergade og Grønnegade.

## Ekstern henvisning
- Århus  Kunstakademi

| Skole | Spire Denne artikel om en skole, en uddannelsesinstitution eller uddannelse er en spire som bør udbygges. Du er velkommen til at hjælpe Wikipedia ved at udvide den. |